# Изабелла Луиза, принцесса де Бейра
Инфанта Изабелла Луиза Португальская (порт. Isabel Luísa, Princesa da Beira; 6 января 1669, Лиссабон — 2 октября 1690, Лиссабон) — португальская инфанта, единственная дочь короля Педру II и его первой жены Марии-Франциски Савойской. По праву рождения носила титул Принцесса де Бейру. С 1683 по 1689 годы она была официальной наследницей престола Португалии, до тех пор, пока на свет не появился её брат Жуан.

## Биография
Инфанта, дочь португальского короля Педру II Спокойного и королевы Марии-Франциски Савойской, родилась в 1669 году во Дворце Рибейра.
Инфанту Изабеллу Луизу готовили стать женой Виктора-Амадея Сардинского, сына её тетки Марии-Джованны Савойской. Савойский двор резко негативно отреагировал на идею брака между кузенами, поскольку это означало бы, что Виктор-Амадей должен переехать в Португалию на правах принца-консорта, а управлять герцогством Савойским осталась бы его мать. Предполагаемый жених разыграл тяжелую болезнь, чтобы отложить бракосочетание, а после рождения у короля наследника, идея с браком между Изебеллой Луизой и Виктором-Амадеем забылась совсем.
Кроме кузена женихами инфанты в разное время считались: Джан Гастоне Медичи, Людовик Великий Дофин, Карл II Испанский и Иоганн-Вильгельм, курфюрст Пфальца, но ни одна из помолвок не закончилась свадьбой, из-за чего Изабелла Луиза получила прозвище Вечная невеста.
Она умерла от оспы в 1690 году всего двадцати одного года от роду. Похоронена в монастыре Сан-Висенте-де-Фора в Лиссабоне.